# Montserrat Campmany i Cortés
Pour les articles homonymes, voir Cortés.
Montserrat Campmany i Cortés, née à Barcelone le 7 mars 1901 et morte le 31 mai 1995 à Buenos Aires, est une pianiste, chanteuse, pédagogue et compositrice espagnole.

## Biographie
Née à Barcelone en 1901, Montserrat Campmany s'installe avec sa famille en 1909, à Buenos Aires. Dans la capitale argentine, elle étudie le piano avec Julián Aguirre.
En 1917, l'Orfeu català de Buenos Aires organise un concours de composition : Montserrat Campmany obtient le prix pour son interprétation de l'œuvre Raïms i espigues.
Adulte, elle écrit une série de chansons avec Rubén Darío.
Au début de l'année 1929, elle s'installe à Barcelone, où elle étudie notamment avec Joan Massià. En 1939, elle doit revenir en Argentine après la guerre d'Espagne.

## Postérité
Le fonds personnel Montserrat Campmany est conservé à la Bibliothèque de Catalogne.